# Mise en abyme
Pour les articles homonymes, voir abyme.

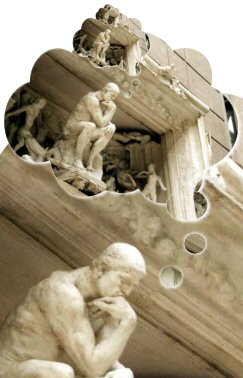
Exemple de mise en abyme avec l'utilisation de la statue Le Penseur d'Auguste Rodin.

La mise en abyme (aussi écrit mise en abîme ou mise en abime) est un procédé consistant à représenter une œuvre dans une œuvre similaire, par exemple dans les phénomènes de « film dans le film », ou encore en incrustant dans une image cette image elle-même.
Ce principe se retrouve dans le phénomène ou le concept d'« autosimilarité », comme dans le principe des figures géométriques fractales ou du principe mathématique de la corécursivité.

## Origine de l'expression
L'expression utilisée dans le sens sémiologique remonte à André Gide, qui note dans son Journal en 1893 :

« J'aime assez qu'en une œuvre d'art on retrouve ainsi transposé, à l'échelle des personnages, le sujet même de cette œuvre par comparaison avec ce procédé du blason qui consiste, dans le premier, à mettre le second en abyme. »

Gide applique ce principe à son roman Les Faux-monnayeurs, qui repose entièrement sur une mise en abyme puisque l'oncle Édouard, écrivain, y est présenté en train d'écrire un roman intitulé Les Faux-Monnayeurs, dans lequel il cherche à s'éloigner de la réalité, et qui a pour personnage principal un romancier.

## Procédé artistique

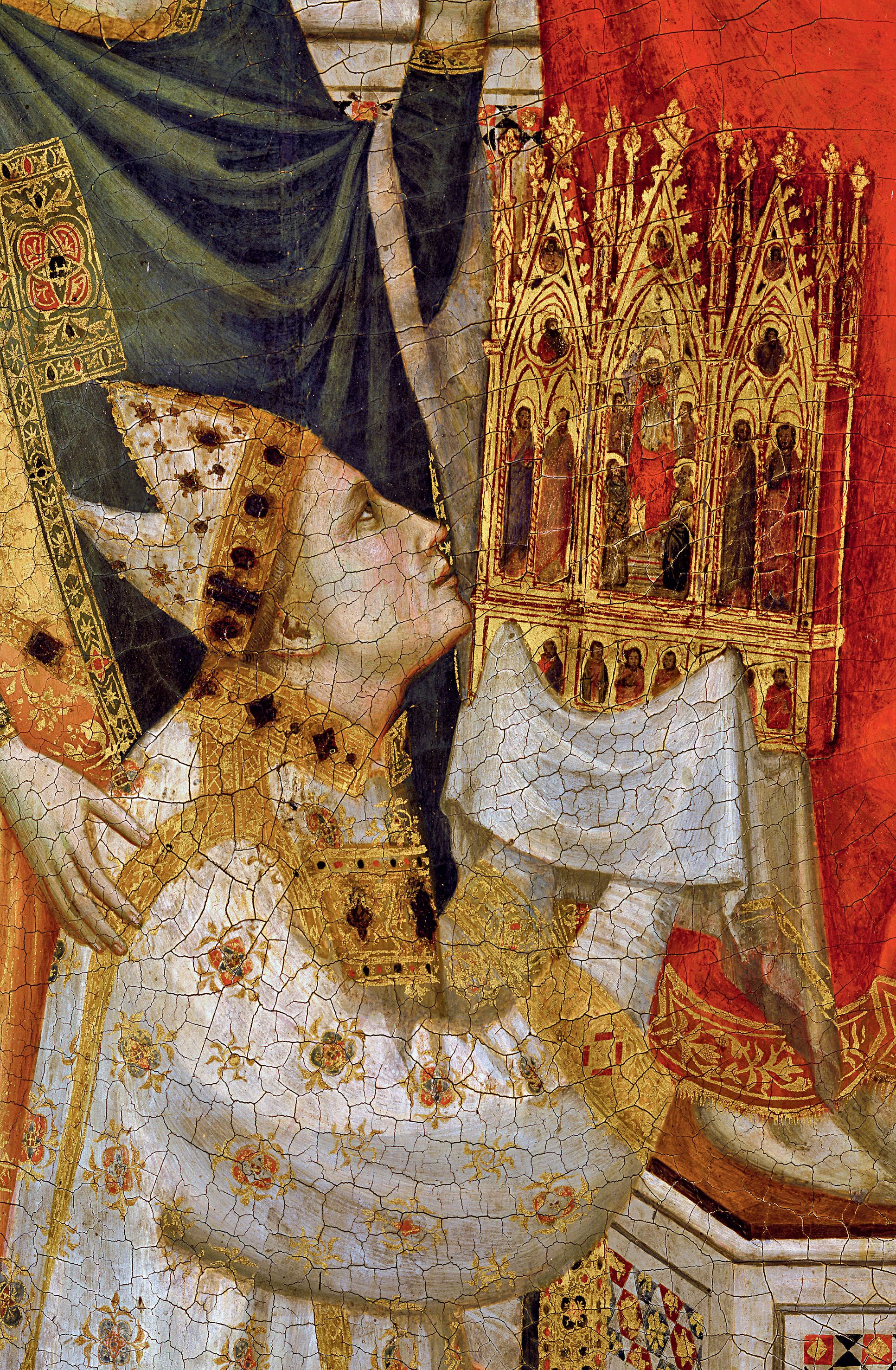
Giacomo Stefaneschi portant le triptyque même sur lequel il est représenté (peinture de Giotto).

En littérature, la mise en abyme est un procédé consistant à placer à l'intérieur de l'œuvre principale (récit ou pièce de théâtre) une œuvre qui reprend de façon plus ou moins fidèle des actions ou des thèmes de l'œuvre principale, comme dans la pièce Hamlet (voir exemples ci-dessous). Il ne faut pas confondre la mise en abyme avec le récit-cadre, qui consiste à faire raconter par le personnage d'un récit un autre récit, dans lequel peut apparaître un personnage qui en racontera encore un autre, comme dans les Mille et Une Nuits ou certaines des Lettres de mon moulin (par exemple, La Chèvre de Monsieur Seguin et Le Curé de Cucugnan).
Au théâtre, il ne faut pas confondre la mise en abyme et le « théâtre dans le théâtre », où un personnage joue le rôle d'un comédien qui joue un rôle… Il faut que la deuxième pièce de théâtre (celle qui est insérée dans l'autre) représente le sujet ou les personnages de la première.
En arts graphiques, Giotto di Bondone, dès le Trecento, utilise le procédé dans le triptyque Stefaneschi (musées du Vatican), où l'on voit, sur l'envers, le cardinal Giacomo Stefaneschi portant le triptyque de sa représentation portant le triptyque.

## Utilisation du procédé
Le Malade imaginaire de Molière est une pièce présentant de nombreux exemples de mise en abyme, notamment lorsque Cléante et Angélique, deux amants, se jouent de la naïveté d'Argan, père d'Angélique : Cléante se fait passer pour un maître de musique et chante avec Angélique leur propre histoire d'amour qu'Argan prend pour une pastorale ; l'histoire du berger Tircis et de la bergère Philis est en tous points similaire à celle de Cléante et Angélique. La mise en abyme permet ici de rire de la naïveté d'un père et de montrer l'habileté de la jeunesse rebelle ; elle participe au comique de la pièce.
La mise en abyme peut également introduire un clin d'œil de l'auteur, ou permettre à celui-ci d'émettre, sur le mode de l'humour (autodérision), une critique sur sa propre œuvre, voire sur le genre auquel elle appartient.
Milan Kundera est un auteur qui a l'habitude d'utiliser la mise en abyme pour apporter sur son œuvre une réflexion que les protagonistes eux-mêmes ne pourraient exprimer, puisqu'ils sont trop occupés par ce qui leur arrive.

## Géométrie

Une mise en abyme à l’infini de polygones étoilés.

En géométrie pure, une mise en abyme peut se répéter à l’infini. Par exemple, étant donné un octogone (régulier) étoilé inscrit dans un cercle, les huit côtés du polygone étoilé prolongent ceux d’un octogone régulier convexe, inscriptible dans un cercle concentrique plus petit. Les huit sommets de ce polygone convexe sont les sommets d’un nouvel octogone étoilé : une reproduction de l’étoile initiale, qui révèle encore le tracé d’un polygone convexe plus petit. On peut donc itérer le procédé. Si ce procédé est itérable indéfiniment, il s'agit d'une fractale.
L’action d’une homothétie se répète indéfiniment, qui réduit une paire d’octogones réguliers en une autre paire semblable, qu’elle réduit encore et encore. Le centre de l’homothétie est le centre commun des octogones réguliers, convexes et étoilés. Le rapport d’homothétie est √2 – 1 en valeur absolue ; il peut être négatif à cause de la symétrie centrale de la figure.

## Multiples exemples dans la culture
- Si vous ne connaissez pas le sujet, laissez ce bandeau (vous pouvez alors contacter les auteurs).
- Si vous supprimez le contenu mis en cause (vous pouvez préalablement contacter les auteurs),

argumentez précisément cette suppression dans la page de discussion
(un manque de référence n'est pas un argument ; une recherche réelle de référence doit avoir été effectuée, être formellement documentée).

### Cinéma
- Le film Pinot simple flic de Gérard Jugnot se termine par une mise en abyme : Gérard Jugnot jouant Pinot est à bord d'un fourgon de police ; tandis que celui-ci démarre, le plan s'élargit sur l'équipe technique, dirigée par Gérard Jugnot, en train de tourner la séquence.

### Gravure
- Plusieurs œuvres de Maurits Cornelis Escher reprennent le principe de la mise en abîme, notamment la Galerie d’art[4].

### Imagerie populaire

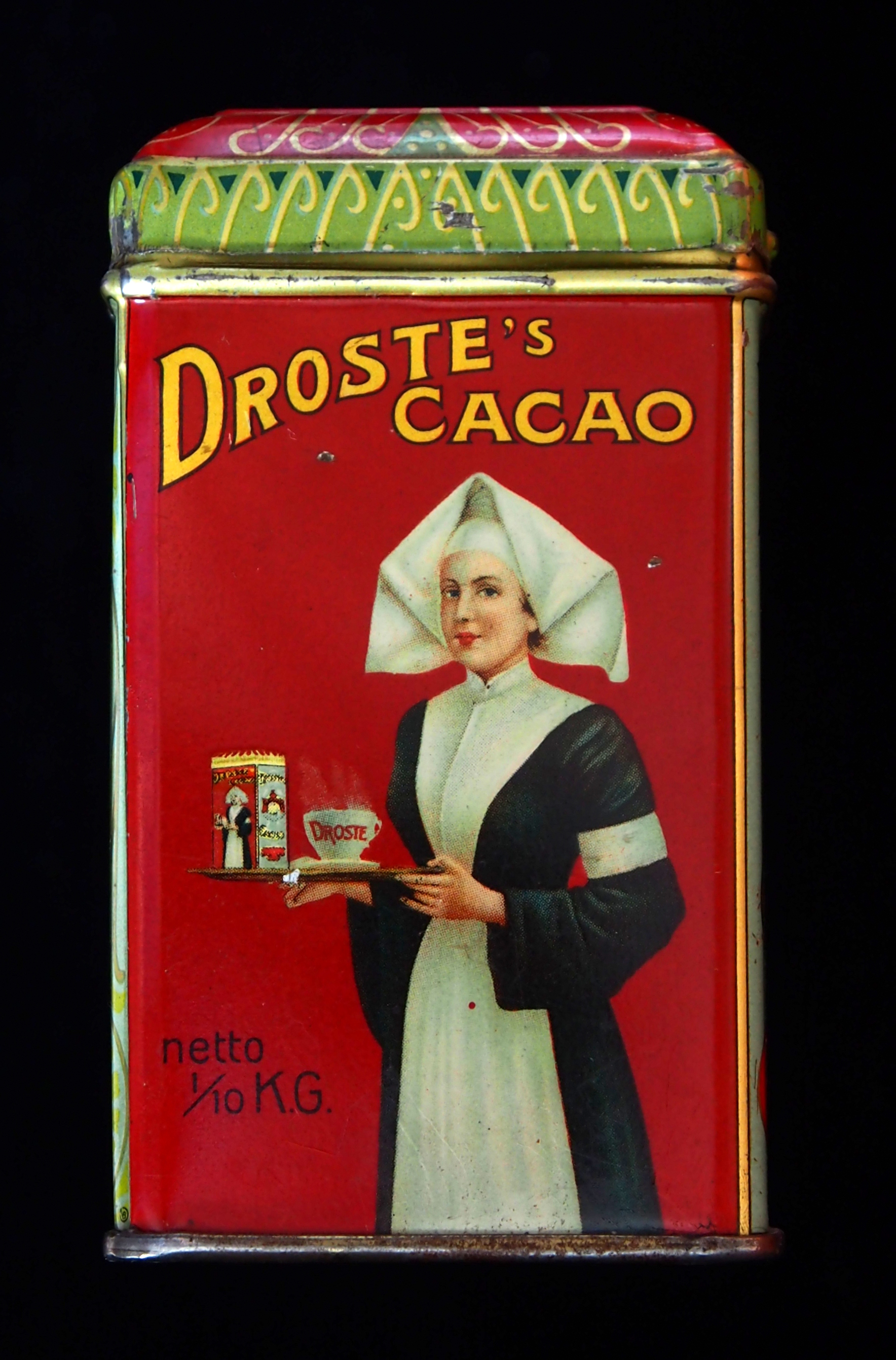
La boîte de conserve originale du cacao de la marque Droste, en 1904.

#### Dans le packaging

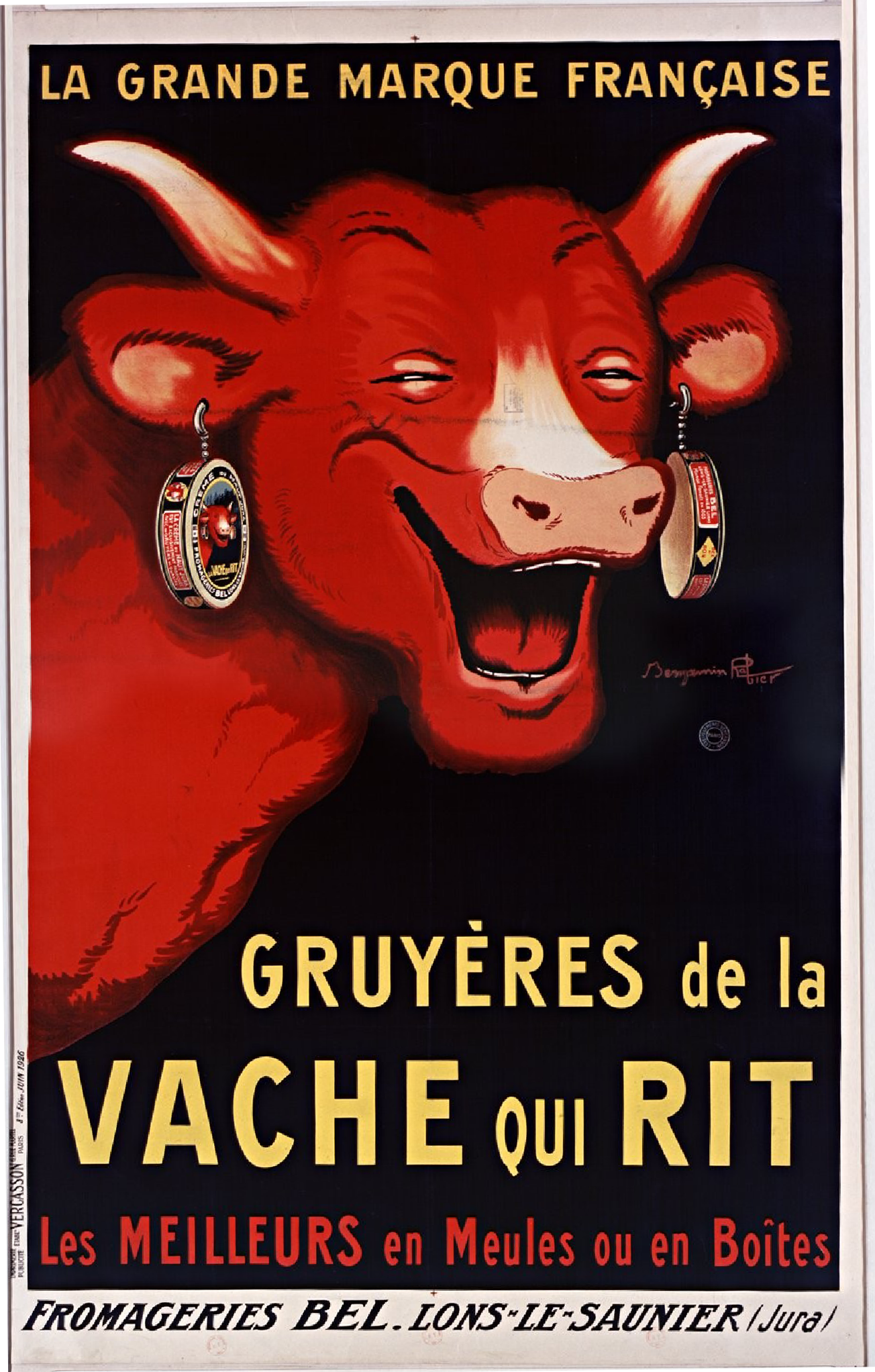
Publicité par Benjamin Rabier (1926).

- La boîte du fromage de la marque La vache qui rit où l'on voit une vache portant des boucles d'oreille représentant cette même boîte. Ce célèbre dessin est dû à Benjamin Rabier.
- L’étiquette du fromage Le Père Noël[5], où l'on voit le célèbre homme à la capuche rouge portant dans sa hotte des fromages sur les étiquettes desquelles on voit des boites de fromages avec des étiquettes portant la même scène[6].
- L'étiquette[7] de l'apéritif de la marque Dubonnet où un chat entoure une bouteille sur laquelle il y a cette même étiquette.
- Ce procédé était également employé autrefois sur les paquets de chips « à l'ancienne » de la marque Lay's et l'est maintenant sur les paquets des mêmes chips de la marque belge Croky[8] après que ces deux marques se sont nettement différentiées.
- La boîte de cacao en poudre de la marque Droste, où l'on voit une sœur de Saint-Vincent-de-Paul portant un plateau sur lequel se trouve ce même paquet (la mise en abyme graphique est d'ailleurs connue des anglophones sous le nom de Droste effect).
- Le logo qui fut longtemps celui de la marque de nougat Chabert et Guillot, où l'on voit sur une boîte trois chiens se disputant cette même boîte.
- Une affiche Pathé-Marconi (La voix de son maitre) était illustrée par le célèbre chien regardant un gramophone où tournait un disque en Vinyle avec une étiquette centrale représentant le chien et le gramophone.

#### Dans les médias
- La photographie de la pochette du double album Ummagumma du groupe musical Pink Floyd est une mise en abyme par l'intermédiaire d'un effet Droste que l'on retrouve aussi dans un dessin parodique de cet album réalisé par Gotlib avec son héros Hamster Jovial pour le magazine Rock & Folk[9].

### Bande dessinée
- La série Julius Corentin Acquefacques de Marc-Antoine Mathieu contient de nombreux exemple de mise en abyme spécifique à ce médium.
- Le Retour à la terre, bande dessinée de Larcenet et Ferri où les personnages, représentant les auteurs, parlent de mise en abyme en réalisant celle-ci qui parle d'une mise en abyme et où le personnage de Manu ne comprend plus rien... Résultat, Manu se demande si on va rire de lui, ou du personnage que dessine le personnage qu'il dessine dans la bande dessinée...
- La couverture de la bande dessinée Vous n'avez pas honte ? de Dany.

### Théâtre
- Dans L'Illusion comique, de Corneille, les spectateurs assistent à une pièce de théâtre (L'Illusion comique), et voient donc des acteurs jouer des personnages. Parmi ces personnages, certains sont des spectres, évoqués par le magicien Alcandre, qui vont représenter une sorte de pièce, dont un autre personnage, Pridamant, sera lui-même spectateur. Cette pièce est la vie de Clindor, fils de Pridamant. Or, ce dernier est lui-même devenu acteur, et on le découvre précisément au moment où il est en train de jouer une pièce. Il y a donc une imbrication de trois pièces de théâtre : le spectateur de L'Illusion comique assiste à une pièce jouée par Clindor, lui-même joué par un spectre, lui-même joué par un acteur. Ces récits enchâssés particulièrement poussés sont une illustration de l'idée de theatrum mundi, chère à l'esthétique baroque.
- La tragédie Hamlet, de Shakespeare : à l'intérieur de la pièce se joue une pièce de théâtre qui dénoncera l'adultère et le meurtre du père d'Hamlet (récit enchâssé).
- Six personnages en quête d'auteur, de Luigi Pirandello, une pièce théâtrale où les personnages vivent et rencontrent « leurs acteurs », qui devront jouer ces personnages, etc.
- La comédie de Molière Les Fourberies de Scapin présente également une mise en abyme dans la scène 2 de l’acte III lorsque Scapin se met à imiter lui même une scène de dialogue avec un homme armé pour pouvoir par la suite rouer Géronte de coups de bâton.

### Musique
- Le clip de la chanson Bachelorette de Björk, réalisé par Michel Gondry, se base sur un principe de mise en abyme à plusieurs niveaux.
- Le titre Pictures Of People Taking Pictures, de Jack Johnson.
- Dans la chanson Rêves bizarres d'Orelsan, le rappeur Damso commence son couplet par « C'est qu'une mise en abyme de mes péchés morts » .
- Dans les différentes adaptations de Hamlet à l'opéra, notamment celui d'Ambroise Thomas (1868), le procédé de mise en abyme utilisé par le dramaturge anglais est repris.
- Dans Paillasse de Ruggero Leoncavallo, c'est au cours d'une représentation théâtrale, comme dans Hamlet, que le personnage principal révèle l'adultère de sa femme qui joue la comédie avec lui.
- Dans Il Turco in Italia de Rossini (1814), comme dans Six Personnages en Quête d'Auteur de Pirandello, un poète cherche l'inspiration et la trouve en regardant les évènements se dérouler autour de lui.[pas clair]

### Jeux vidéo
- Le jeu vidéo Wing Commander (simulateur de vol avec batailles), ainsi que de nombreux jeux du même genre, comporte lui-même dans la salle des pilotes un simulateur de vol sur lequel les pilotes peuvent s'entraîner à piloter leurs appareils.
- Dans Maniac Mansion: Day of the Tentacle, le joueur peut jouer à la version complète de Maniac Mansion en utilisant l'ordinateur d'Ed Edison le fou. Maniac Mansion: Day of the Tentacle n'est autre que la suite de Maniac Mansion sorti six ans plus tôt.
- Dans Runaway: A Road Adventure, le héros se plaint d'avoir l'impression de ne pas décider de ce qu'il fait et d'être contrôlé comme dans les anciens jeux d'aventure. C'est une référence à des jeux comme Maniac Mansion: Day of the Tentacle, dont Runaway se pose en successeur.
- Dans la plupart des jeux Pokémon, on peut distinguer dans la chambre du personnage la console de salon correspondant à la même génération (une NES pour les jeux Game Boy, etc.). Le réalisateur du jeu (et parfois d'autres membres du staff, comme dans Pokémon Version Noire ou Pokémon Version Blanche) est présent dans le jeu.
- Dans Planescape: Torment, il est possible de trouver un accès à un dédale. Ce dédale caricature une expérience qui n'est autre qu'un jeu de rôle. Cette caricature est d'autant plus forte que le jeu original est axé sur la réflexion et la lecture de dialogues, tandis que le jeu intérieur est un hack and slash.
- Dans la saga Les Sims, dans laquelle le joueur contrôle un humain dans une simulation de vie, il est possible pour le Sim de jouer à des jeux vidéo sur un ordinateur, dont le jeu Les Sims. Ainsi, il est par exemple possible de jouer aux Sims 3 dans Les Sims 3 et de jouer aux Sims 4 dans Les Sims 4.
- Dans WarioWare, Inc. : Mega Mini-Jeux, presque toutes les consoles de jeux de Nintendo sorties à cette époque — dont les Game Boy, la Famicom et le Virtual Boy — sont présentes ainsi que divers extraits de leurs jeux (Metroid, Super Mario Bros., etc.)
- Dans Duke Nukem Forever, à la fin du premier niveau, on peut voir le personnage assis dans un canapé et devant une télé affichant le titre du jeu Duke Nukem Forever ce qui donne lieu à l'interprétation suivante : On jouerait dès lors, dans Duke Nukem Forever, Duke qui joue à Duke Nukem Forever.

### Informatique

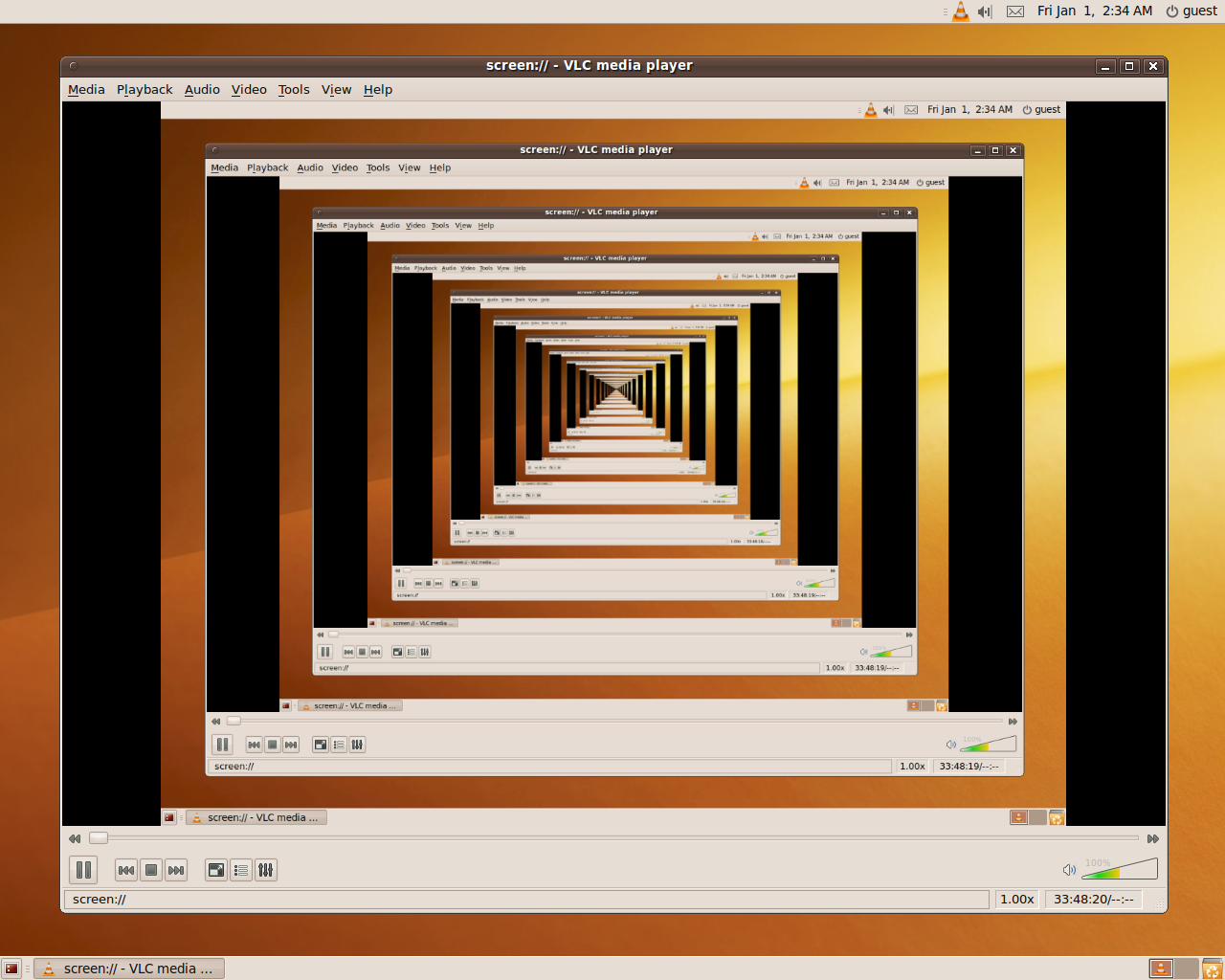
Capture d’écran récursive.

- Les acronymes récursifs, procédé répandu dans le monde du logiciel libre : le projet GNU signifiant « GNU is Not Unix », PHP pour « PHP Hypertext Preprocessor », LAME pour « LAME Ain't an Mp3 Encoder », Wine pour « Wine Is Not an Emulator »…
- Les quines (informatique) sont des programmes informatiques qui impriment leur propre code source.

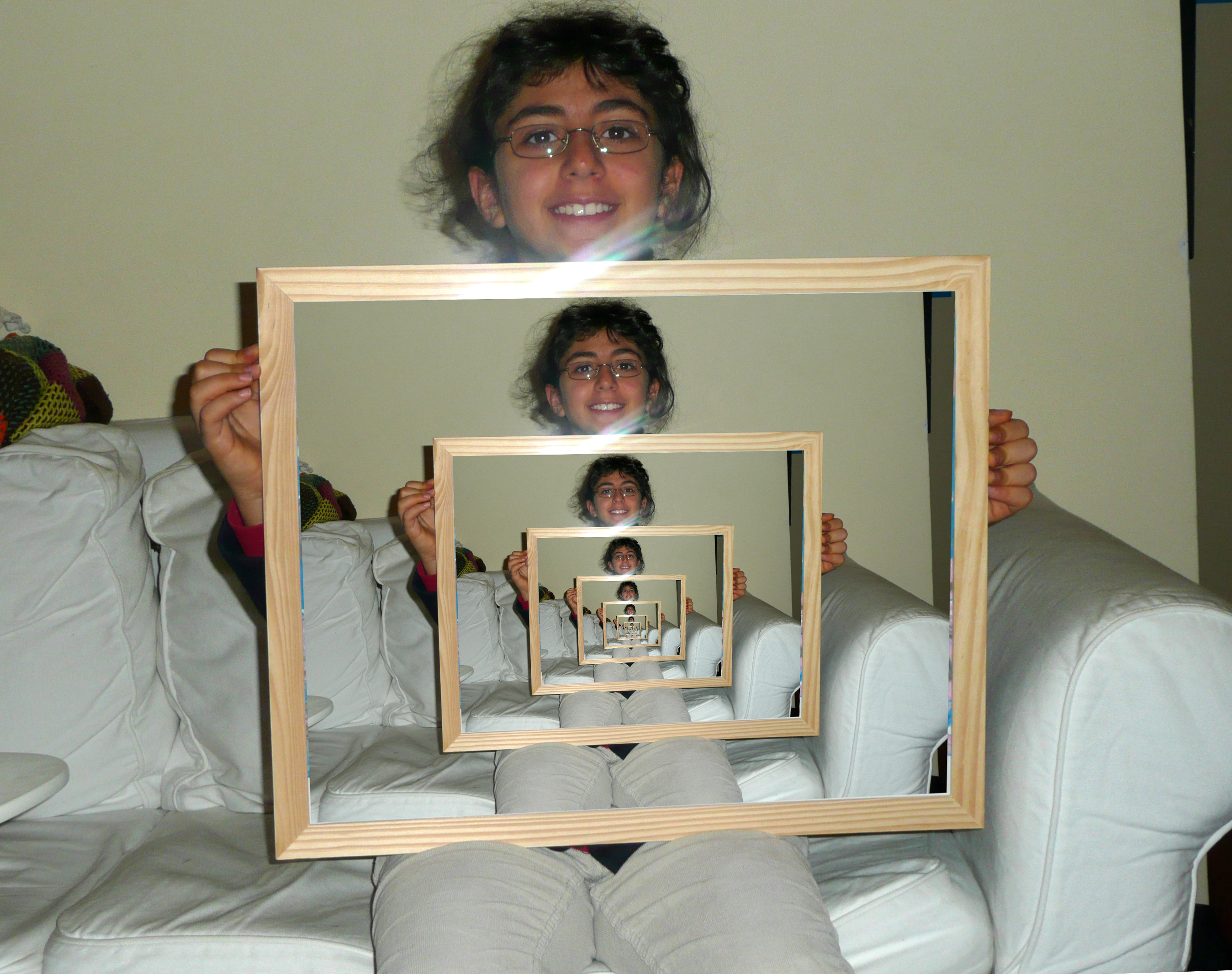
Exemple d'effet Droste avec des miroirs.

### Divers
- The Infinite Cat Project[10] : des chats qui regardent des chats dans un écran qui projette des chats regardant des chats dans un écran.
- Les poupées russes.
- Plusieurs miroirs disposés les uns en face des autres.
- Une caméra braquée sur son moniteur vidéo (video feedback (en)).